# Kompaniet
Kompaniet är ett poddradioprogram med Daniel Breitholtz och Kristoffer Appelquist. 
Från 2012 ledde Adam Alsing podcasten Adam & Kompani med Daniel Breitholtz och Carin da Silva. Adam & Kompani var en fortsättning på poddradioprogrammet som trion började spela in i samband med #AdamLive. Under våren 2015 lämnade Carin da Silva podcasten och Vanessa Falk tog hennes plats. Sedan 2019 är podcasten endast tillgänglig via Spotify. Podcasten har haft flera gäster under åren, däribland Lotta Möller och Carolin Björnerhag.
Trion fortsatte spela in över 300 avsnitt tills podcasten fick ett abrupt slut i samband med Alsings plötsliga bortgång 2020. Daniel Breitholtz och Vanessa Falk spelade dock in ett avslutande avsnitt till minne av Alsing, och för att dela sorgearbetet med de trogna lyssnarna.
Efter en kort tid beslutade duon att de ville fortsätta att podda, i liknande format men i ny regi och med nytt namn. Detta tillkännagavs i avsnitt "364. Vi har något att berätta", vilket därav blev sista avsnittet under namnet Adam & Kompani. I avsnitt "365. Kompaniet" välkomnades Kristoffer Appelquist som ny medlem i gruppen. Han hade tidigare medverkat som vikarie/gäst vid flera tillfällen.
12 juni berättade Vanessa Falk att hon lämnar podden och avsnitt #576, som sändes den 19 juni, blev en homage till hennes långa medverkan.
11 september 2024 berättade duon i senaste poddavsnitt att en ny medlem kommer ha en stående punkt i programmet på distans fram till jul.
Först ut är: vilken Finurlig fråga kommer Ronny ställa först? 
Instagram #pappadiscgolf 